# 青緑
青緑（あおみどり、英語：Blue-green（ブルーグリーン））は、緑と青の間色。寒色のひとつ。JIS基本色名である。
青緑を示す単色光の波長は、およそ490 - 500 nm付近であり、短波長になるほど青みがかった色に、長波長になるほど緑みがかった色になる。下の色見本で、左は緑みの青緑、右は青みの青緑である。大雑把に赤と補色の関係にある。
|  |  |

日本における「青緑」の歴史は古く、平安時代の『延喜式』にも見られる。

## 類似色
- シアン ●
- 鴨の羽色（ティール）●
- アクアマリン ●
- ターコイズブルー ●
- 浅葱色 ●
- セルリアンブルー ●
- 水色 ●
- 青 ●
- エメラルドグリーン ●
- コバルトグリーン ●
- 緑 ●